# Les Petits Braqueurs
Pour plus de détails, voir Fiche technique et Distribution.
Les Petits Braqueurs (Catch That Kid) ou Mission sans permission au Québec est un film germano-américain réalisé par Bart Freundlich, sorti en 2004. Il s'agit du remake du film danois Klatretøsen.

## Synopsis
Maddy s'est vue transmettre par son père, partiellement paralysé à la suite d'une grave chute, sa passion pour l'escalade. Déterminée à trouver l'argent nécessaire pour une opération délicate dont son père a besoin, elle fait appel à deux amis afin d'organiser un braquage... 
Maddy elle maîtrise l'escalade, Austin est un génie de l'informatique et Gus un pro de la mécanique. Leur mission : braquer la banque la plus sécurisée du monde. Leur plan est infaillible. Ils ne sont pas majeurs, ils ne savent pas conduire, ils sont trois gosses en mission sans permission.

## Fiche technique
- Titre : Les Petits Braqueurs
- Titre québécois : Mission sans permission
- Titre original : Catch That Kid
- Réalisation : Bart Freundlich
- Scénario : Michael Brandt et Derek Haas
- Production : Andrew Lazar et Uwe Schott
  - Producteur délégué : Mikkel Bondesen, Damien Saccani et James Dodson
  - Producteur exécutif : James Dodson
- Sociétés de production : 
  - États-Unis : Fox 2000 Pictures, Mad Chance, Catch That Girl et Splendid Productions
  - Allemagne : Mediastream Dritte Film GmbH & Co. Beteiligungs KG
- Musique : George S. Clinton
- Photographie : Julio Macat
- Montage : Stuart Lévy
- Costumes : Salvador Pérez Jr.
- Pays :  États-Unis et  Allemagne
- Lieux de tournage : Glendale, Los Angeles et Santa Clarita,  Californie
- Genre : Comédie, Action
- Durée : 91 minutes
- Format : Couleur - Son : Dolby Digital, DTS - 1,85:1 - Format 35 mm
- Budget : 18 millions de $
- Dates de sortie : 
  - États-Unis : 6 février 2004
  - Allemagne : 10 juin 2004
  - France : 4 août 2004

## Distribution
- Kristen Stewart (VF : Kelly Marot ; VQ : Gabrielle Dhavernas) : Maddy
- Corbin Bleu (VF : Olivier Martret ; VQ : Nicholas Savard L'Herbier) : Austin
- Max Thieriot (VF : Isabelle Corain ; VQ : Émile Mailhiot) : Gus
- Jennifer Beals (VF : Agathe Schumacher ; VQ : Isabelle Leyrolles) : Molly
- Kevin Schmidt : Skip
- Sam Robards (VF : Eric Legrand ; VQ Daniel Picard) : Tom
- John Carroll Lynch (VF : Philippe Catoire ; VQ : Pierre Chagnon) : M. Hartmann
- James LeGros (VF : Philippe Valmont ; VQ : Daniel Lesourd) : Ferrell
- Michael Des Barres (VF : Maurice Antoni ; VQ : Jean-Marie Moncelet) : Brisbane
- Stark Sands (VQ : Martin Watier) : Brad
- Lennie Loftin (VF : Jérôme Keen) : Flagler
- François Giroday (VF : Kester Lovelace) : Nuffaut
- Christine Estabrook (VF : Evelyne Guimmara) : Sharon

## Bande originale
1. Go - Andy Hunter (interprète)
2. Soul Sloshing - Venus Hum (interprète)
3. Don't Ask Me - OK Go (interprète)
4. Microphone Check - Illegal Substance (interprète)
5. Mightier Than the Sword - Borialis (interprète)
6. Presha - Elite Force (interprète) - Simon Shackelton (auteur)
7. Mixed Cavalry - Panurge (interprète)
8. Get Giggi - The Dude (auteur-compositeur-interprète)
9. Put a Cut on It - Aphrodite (interprète)
10. The Party Starts Now - Lynam (interprète)
11. Can You Feel It - Angela Kelman (interprète)
12. Quatuor à cordes N°1 en fa majeur, opus 18 n°1, allegro, Ludwig van Beethoven (compositeur)
13. Searching for You - Billy Lincoln & Kat Green (interprètes)
14. Full On - Ali Dee & Zach Danziger (interprètes)
15. Full On - Boomish (interprète)
16. Pedal to the Metal - Brian West (auteur)
17. Pedal to the Metal - Kazzer (interprète), Mark Kasprzyk (auteur)
18. Beachwood - Jared Faber (auteur)
19. In my Arms - Trudy Lynn (interprète), Kerry M. Jones (auteur)

## Distinction

### Nomination
- 2005 : nommé aux Young Artist Awards dans la catégorie Meilleur film familial - Comédie ou musical